# South Newton
South Newton – wieś w Anglii, w hrabstwie Wiltshire, położona nad rzeką Wylye. Leży 11 km na zachód od miasta Salisbury i 136 km na zachód od Londynu. W 2001 miejscowość liczyła 756 mieszkańców.